# Nombres 300 à 399
Cet article concerne les nombres 300 à 399. Pour les années, voir 300, IVe siècle, 300 av. J.-C. et IVe siècle av. J.-C. Pour les lignes de transports en commun, voir {{Homonymie de ligne}}.
Cet article recense les entiers naturels allant de trois cents (300) à trois cent quatre-vingt-dix-neuf (399) en indiquant certaines de leurs propriétés remarquables et, pour ceux qui ne sont pas premiers, leur décomposition en facteurs premiers.

## Entiers de 300 à 309

### 300
- 300 = 22 × 3 × 52,
- nombre triangulaire,
- somme de deux nombres premiers jumeaux (149 + 151),
- somme de dix nombres premiers consécutifs (13 + 17 + 19 + 23 + 29 + 31 + 37 + 41 + 43 + 47),
- nombre Harshad,
- n° de modèle d'avion Airbus A300,
- au bowling, le score parfait, réalisé par des strikes dans les 10 lancers,
- l'indice de crédit Fair Isaac le plus bas possible aux États-Unis.

Pour les autres significations, voir 300 (homonymie) .

### 301
- 301 = 7 × 43,
- somme de trois nombres premiers consécutifs (97 + 101 + 103),
- nombre heureux,
- code d'état HTTP indiquant qu'un contenu a été déplacé et que le changement est permanent,
- indicatif téléphonique du Maryland.
- n° de deux modèles de voiture Peugeot 301 .

### 302
- 302 = 2 × 151,
- nombre nontotient,
- indicatif téléphonique du Delaware,
- code d'état HTTP indiquant qu'un contenu a été déplacé de façon temporaire,
- n° de modèle de voiture Peugeot 302.

### 303
- 303 = 3 × 101,
- indicatif téléphonique pour des parties du Colorado,
- un code d'état HTTP proposé.

### 304
- 304 = 24 × 19,
- somme de six nombres premiers consécutifs (41 + 43 + 47 + 53 + 59 + 61) et de huit nombres premiers consécutifs (23 + 29 + 31 + 37 + 41 + 43 + 47 + 53),
- nombre semi-parfait primitif,
- nombre intouchable,
- nombre nontotient,
- indicatif téléphonique pour la Virginie-Occidentale,
- code d'état HTTP indiquant que le contenu n'a pas été modifié depuis la dernière requête,
- n° de modèle de voiture Peugeot 304.

### 305
- 305 = 5 × 61,
- indicatif téléphonique pour une partie de la Floride,
- n° de modèle de voiture Peugeot 305.

### 306
- 306 = 2 × 32 × 17
- somme de quatre nombres premiers consécutifs (71 + 73 + 79 + 83),
- nombre oblong,
- nombre Harshad,
- nombre intouchable,
- indicatif téléphonique pour Saskatchewan,
- n° de modèle de voiture Peugeot 306,
- nombre de guerriers de la gens Fabia qui périrent à la bataille du Crémère (477 av. J.-C), nombre qui a une valeur symbolique plutôt qu'historique.

### 307
- nombre premier de Chen,
- nombre premier brésilien,
- indicatif téléphonique pour le Wyoming,
- n° de modèle de voiture Peugeot 307.

### 308
- 308 = 22 × 7 × 11,
- nombre nontotient,
- nombre pyramidal heptagonal,
- nombre Harshad,
- n° de deux modèles de voiture Peugeot 308 .
- n° de Ferrari 308.

### 309
- 309 = 3 × 103,
- n° de modèle de voiture Peugeot 309,
- Messerschmitt Me 309, un avion allemand.

## Entiers de 310 à 319

### 310
- 2 × 5 × 31,
- nombre sphénique,
- nombre noncototient,
- auto nombre,
- numéro de modèle des avions Airbus A310 et Cessna 310 et du séquenceur de gènes Abi Prism 310,
- Messerschmitt Me 310, un avion allemand.

### 311
- nombre premier permutable,
- jumeau avec 313,
- cousin avec 307,
- 311 (homonymie) .

### 312
- 23 × 3 × 13,
- nombre Harshad,
- auto nombre.

### 313
- nombre premier
  - long,
  - jumeau avec 311,
  - pythagoricien (122 + 132),
  - régulier,
  - palindrome,
  - troncable à gauche et à droite,
- nombre heureux
- nombre carré centré,
- numéro de la plaque d'immatriculation de Donald Duck,
- indicatif téléphonique pour Détroit, Michigan.

### 314
- 2 × 157,
- nombre nontotient

### 315
- 32 × 5 × 7,
- nombre Harshad,
- un goroawase (en) (jeu de mots japonais). En effet, 315 peut se lire sa-i-ko en japonais, mot signifiant « le meilleur ».

### 316
- 22 × 79,
- nombre triangulaire centré,
- nombre heptagonal centré.

### 317
- nombre premier de Chen,
- nombre d'Eisenstein premier,
- nombre strictement non palindrome.

### 318
- 2 × 3 × 53,
- nombre sphénique,
- nombre nontotient,
- n° de modèle d'avion Airbus A318,
- symbole du Christ dans l'Antiquité : 318 s'écrit en effet TIH en grec, où T a la forme d'une croix et IH sont les deux premières lettres de Jésus en grec[1].

### 319
- 11 × 29,
- somme de trois nombres premiers consécutifs (103 + 107 + 109),
- nombre de Smith,
- n° de modèle d'avion Airbus A319.

## Entiers de 320 à 329

### 320
- 320 = 26 × 5,
- nombre de Leyland,
- déterminant maximal d'une matrice 10 × 10 de zéros et de uns (cf. suite A003432 de l'OEIS)
- nombre Harshad,
- n° de modèle d'avion Airbus A320.

### 321
- 321 = 3 × 107,
- Messerschmitt Me 321, un avion allemand,
- n° de modèle d'avion Airbus A321.

### 322
- 322 = 2 × 7 × 23,
- nombre sphénique,
- nombre nontotient,
- nombre Harshad,
- nombre intouchable.

### 323
- 323 = 17 × 19,
- somme de neuf nombres premiers consécutifs (19 + 23 + 29 + 31 + 37 + 41 + 43 + 47 + 53),
- nombre de Motzkin,
- auto nombre,
- Messerschmitt Me 323, un avion allemand.

### 324
- 324 = 22 × 34
- carré parfait (182),
- somme de quatre nombres premiers consécutifs (73 + 79 + 83 + 89),
- nombre Harshad,
- nombre intouchable.

### 325
- 325 = 52 × 13,
- le 25e nombre triangulaire (donc le 13e nombre hexagonal et le 9e nombre ennéagonal centré),
- le 10e nombre ennéagonal,
- le plus petit nombre somme de deux carrés de trois manières différentes : 12 + 182 = 62 + 172 = 102 + 152.

### 326
- 326 = 2 × 163,
- nombre nontotient,
- nombre noncototient,
- nombre intouchable.

### 327
- 327 = 3 × 109,
- ce nombre apparaît dans tous les films Star Wars.

### 328
- 328 = 23 × 41,
- somme des quinze premiers nombres premiers,
- Messerschmitt Me 328, un avion allemand.

### 329
- 329 = 7 × 47,
- somme de trois nombres premiers consécutifs (107 + 109 + 113),
- nombre hautement cototient.

## Entiers de 330 à 339

### 330
- 330 = 2 × 3 × 5 × 11,
- somme de six nombres premiers consécutifs (43 + 47 + 53 + 59 + 61 + 67),
- nombre pentatopique,
- nombre Harshad,
- divisible par le nombre de nombres premiers inférieurs à lui,
- nombre de fossettes (dimples) sur une balle de golf anglaise,
- n° de modèle d'avion Airbus A330.

### 331
- nombre premier cubain,
- somme de cinq nombres premiers consécutifs (59 + 61 + 67 + 71 + 73),
- nombre pentagonal centré,
- nombre hexagonal centré,
- zéro de la fonction de Mertens.

### 332
- 332 = 22 × 83,
- zéro de la fonction de Mertens.

### 333
- 333 = 32 × 37,
- zéro de la fonction de Mertens,
- nombre Harshad,
- la bière vietnamienne 333,
- le plan d'invasion soviétique de l'Afghanistan en 1979 Chtorm 333.

### 334
- 334 = 2 × 167,
- nombre nontotient,
- auto nombre,
- n° de modèle d'avion Tupolev Tu-334.

### 335
- 335 = 5 × 67,
- divisible par le nombre de nombres premiers inférieurs à lui,
- la guerre de Trois cent trente-cinq Ans.

### 336
- 336 = 24 × 3 × 7,
- le plus petit nombre à être neuf fois brésilien (ou 9-brésilien) avec 180 = GG20 = EE23 = CC27 = 8841 = 7747 = 6655 = 4483 = 3311 = 22167, où G, E, C  correspondent respectivement aux symboles 16, 14 et 12 dans les bases 20, 23 et 27; c'est également un nombre hautement brésilien.
- nombre Harshad,
- nombre intouchable,
- nombre de fossettes (dimples) sur une balle de golf américaine.
- n° de modèle d'avion Cessna 336.

### 337
- nombre premier permutable,
- nombre premier de Chen,
- nombre étoilé.

### 338
- 338 = 2 × 132,
- nombre nontotient.

### 339
339 = 3 × 113

## Entiers de 340 à 349

### 340
- 340 = 22 × 5 × 17
- somme de huit nombres premiers consécutifs (29 + 31 + 37 + 41 + 43 + 47 + 53 + 59) et de dix nombres premiers consécutifs (17 + 19 + 23 + 29 + 31 + 37 + 41 + 43 + 47 + 53),
- somme des quatre premières puissances de 4 (41 + 42 + 43 + 44),
- divisible par le nombre de nombres premiers inférieurs à lui,
- nombre nontotient,
- nombre noncototient,
- n° de modèle d'avion Airbus A340.

### 341
- 341 = 11 × 31,
- somme de sept nombres premiers consécutifs (37 + 41 + 43 + 47 + 53 + 59 + 61),
- nombre octogonal,
- nombre cubique centré,
- supernombre de Poulet,
- le plus petit nombre impair composé m plus grand que la base b (nombre pseudo-premier), qui satisfait la propriété de Fermat « b(m-1) - 1 est divisible par m », pour les bases inférieures à 100 de b = 2, 15, 60, 63 et 78[pas clair]. [réf. nécessaire]

### 342
- 342 = 2 × 32 × 19,
- nombre oblong,
- nombre Harshad,
- nombre intouchable.

### 343
- 343 = 73
- un nombre de Friedman puisque 343 = (3 + 4)3,
- est égal à z dans un triplet (x, y, z) tel que x5 + y2 = z3.
- Le « Manifeste des 343 » est une pétition française parue le 5 avril 1971 dans Le Nouvel Observateur.
- Le nombre de pompiers new-yorkais décédés le 11 septembre 2001.
- Le seul cube connu qui soit répunit brésilien 343 = 73 = 11118.

### 344
- 344 = 23 × 43,
- nombre octaédrique,
- nombre refactorisable.

### 345
- 345 = 3 × 5 × 23,
- nombre sphénique,
- auto nombre.

### 346
- 346 = 2 × 173,
- nombre de Smith,
- nombre noncototient.

### 347
- nombre premier sûr,
- nombre d'Eisenstein premier,
- nombre premier de Chen,
- nombre de Friedman puisque 347 = 73 + 4,
- nombre strictement non palindrome.
- nombre de marches du sol au premier étage de la tour Eiffel.

### 348
- 348 = 22 × 3 × 29,
- somme de quatre nombres premiers consécutifs (79 + 83 + 89 + 97),
- nombre refactorisable.

### 349
- nombre premier,
- somme de trois nombres premiers consécutifs (109 + 113 + 127),
- célèbre et synonyme d'arnaque aux Philippines à cause de l'affaire Pepsi Number Fever (en).

## Entiers de 350 à 359

### 350
- 350 = 2 × 52 × 7,
- nombre semi-parfait primitif,
- divisible par le nombre de nombres premiers inférieurs à lui,
- nombre nontotient,
- n° de modèle d'avion Airbus A350.
- 350 parties par million de dioxyde de carbone est la concentration à ne pas dépasser dans l’atmosphère pour garantir la sécurité climatique. Ce chiffre est à l'origine du nom de l'ONG environnementales 350.org[2].

### 351
- 351 = 33 × 13,
- nombre triangulaire,
- somme de cinq nombres premiers consécutifs (61 + 67 + 71 + 73 + 79),
- fait partie de la suite de Padovan,
- nombre Harshad.

### 352
- 352 = 25 × 11,
- nombre de solutions du problème des n reines pour n = 9.

### 353
- nombre premier de Chen,
- nombre premier palindrome,
- nombre d'Eisenstein premier,
- zéro de la fonction de Mertens,
- plus petit nombre dont la puissance quatrième est la somme de quatre autres puissances quatrièmes, découverte par R. Norrie en 1911[3] : 3534 = 304 + 1204 + 2724 + 2154.

### 354
- 354 = 2 × 3 × 59,
- nombre sphénique,
- nombre nontotient,
- code d'état SMTP signifiant le début de l'input du mail.

### 355
- 355 = 5 × 71,
- nombre de Smith,
- zéro de la fonction de Mertens,
- divisible par le nombre de nombres premiers inférieurs à lui.

### 356
- 356 = 22 × 89,
- zéro de la fonction de Mertens,
- auto nombre.

### 357
- 357 = 3 × 7 × 17, nombre sphénique.
- .357 Magnum, parfois appelé par aphérèse 357 Magnum, un calibre de munition.

### 358
- 358 = 2 × 179,
- somme de six nombres premiers consécutifs (47 + 53 + 59 + 61 + 67 + 71),
- zéro de la fonction de Mertens.
- Nom d'un jeu développé par Square Enix (KINGDOM HEARTS: 358/2 days)

### 359
- nombre premier sûr,
- nombre d'Eisenstein premier,
- nombre premier de Chen,
- nombre strictement non palindrome.

## Entiers de 360 à 369

### 361
- 361 = 192,
- nombre composé non brésilien,
- nombre triangulaire centré,
- nombre octogonal centré,
- nombre décagonal centré,
- nombre d'intersections sur un plateau standard du jeu de Go (goban de 19 × 19 intersections).

### 362
- 362 = 2 × 181,
- zéro de la fonction de Mertens,
- nombre nontotient,
- nombre noncototient.

### 363
- 363 = 3 × 112,
- somme de neuf nombres premiers consécutifs (23 + 29 + 31 + 37 + 41 + 43 + 47 + 53 + 59),
- zéro de la fonction de Mertens.

### 364
- 364 = 22 × 7 × 13,
- nombre tétraédrique,
- zéro de la fonction de Mertens,
- nombre nontotient,
- nombre Harshad,
- nombre uniforme en base 3 (111111), en base 9 (444), en base 25 (EE), en base 27 (DD), en base 51 (77) et en base 90 (44),
- nombre total de cadeaux reçus dans la chanson The Twelve Days of Christmas.

### 367
- nombre premier,
- auto nombre,
- nombre heureux,
- nombre strictement non palindrome.

### 368
- 368 = 24 × 23,
- nombre de Leyland,
- nombre semi-parfait primitif.

### 369
- 369 = 32 × 41,
- la constante magique des carrés magiques normaux d'ordre 9,
- il y a 369 polyominos libres d'ordre 8.
- avec 370, une paire de Ruth-Aaron avec seulement les facteurs premiers distincts comptés.

## Entiers de 370 à 379

### 370
- 370 = 2 × 5 × 37,
- nombre sphénique,
- somme de quatre nombres premiers consécutifs (83 + 89 + 97 + 101),
- nombre nontotient,
- nombre Harshad,
- nombre d'Armstrong puisque 370 = 33 + 73 + 03,
- une partie d'une paire de Ruth-Aaron avec 369 en comptant seulement les facteurs premiers distincts,
- 10e nombre décagonal.

### 371
- 371 = 7 × 53,
- somme de trois nombres premiers consécutifs (113 + 127 + 131) et de sept nombres premiers consécutifs (41 + 43 + 47 + 53 + 59 + 61 + 67),
- nombre d'Armstrong puisque 371 = 33 + 73 + 13,
- égal à la somme des nombres premiers entre le plus petit (7) jusqu'au plus grand (53) de la décomposition (voir la suite A055233 de l'OEIS ; le nombre composé suivant de cette sorte est 2 935 561 623 745).

### 373
- nombre premier permutable,
- nombre premier palindrome,
- somme de cinq nombres premiers consécutifs (67 + 71 + 73 + 79 + 83).

### 374
- 374 = 2 × 11 × 17,
- nombre sphénique,
- nombre nontotient.

### 375
- 375 = 3 × 53,
- nombre Harshad.

### 376
- 376 = 23 × 47,
- nombre automorphe,
- nombre nontotient.

### 377
- 377 = 13 × 29,
- un nombre de Fibonacci,
- somme des carrés des six premiers nombres premiers.

### 378
- 378 = 2 × 33 × 7,
- 27e nombre triangulaire donc 14e nombre hexagonal,
- nombre de Smith,
- nombre Harshad,
- auto nombre.

### 379
Nombre premier de Chen.

## Entiers de 380 à 389

### 380
- 380 = 22 × 5 × 19,
- nombre oblong,
- n° de modèle d'avion Airbus A380.

### 381
- 381 = 3 × 127,
- somme des seize premiers nombres premiers,
- nombre palindrome en base 2 et en base 8.

### 382
- 382 = 2 × 191,
- somme de dix nombres premiers consécutifs (19 + 23 + 29 + 31 + 37 + 41 + 43 + 47 + 53 + 59),
- nombre de Smith.

### 383
- nombre premier sûr,
- nombre de Woodall,
- nombre de Thabit,
- nombre d'Eisenstein premier,
- nombre premier palindrome.

### 384
- 384 = 27 × 3
- somme de deux nombres premiers jumeaux (191 + 193),
- somme de six nombres premiers consécutifs (53 + 59 + 61 + 67 + 71 + 73),
- double factorielle de 8,
- nombre refactorisable.

### 385
- 385 = 5 × 7 × 11,
- nombre sphénique,
- nombre pyramidal carré.

### 386
- 386 = 2 × 193,
- nombre nontotient,
- nombre noncototient,
- nombre ennéagonal,
- nombre heptagonal centré,
- une abréviation pour le microprocesseur d'Intel 80386,
- (.386) une extension de fichier de Microsoft Windows.

### 387
- 387 = 32 × 43,
- une abréviation pour le coprocesseur mathématique du 386, l'Intel 80387.

### 388
388 = 22 × 97

### 389
- nombre premier de Chen,
- nombre d'Eisenstein premier,
- nombre hautement totient,
- auto nombre,
- nombre strictement non palindrome.

## Entiers de 390 à 399

### 390
- 390 = 2 × 3 × 5 × 13,
- somme de quatre nombres premiers consécutifs (89 + 97 + 101 + 103),
- nombre nontotient.

### 391
- 391 = 17 × 23,
- nombre de Smith,
- nombre pentagonal centré.

### 392
- 392 = 23 × 72,
- nombre Harshad.

### 393
- 393 = 3 × 131,
- zéro de la fonction de Mertens.

### 394
- 394 = 2 × 197,
- un nombre nontotient,
- un nombre noncototient.

### 395
- 395 = 5 × 79,
- somme de trois nombres premiers consécutifs (127 + 131 + 137) et de cinq nombres premiers consécutifs (71 + 73 + 79 + 83 + 89).

### 396
- 396 = 22 × 32 × 11,
- somme de deux nombres premiers jumeaux (197 + 199),
- nombre Harshad.

### 397
- nombre premier cubain,
- nombre hexagonal centré.

### 398
- 398 = 2 × 199,
- nombre nontotient.

### 399
- 399 = 3 × 7 × 19,
- nombre sphénique,
- nombre Harshad,
- le plus petit nombre de Lucas-Carmichael.